# آشپزی بوتانی

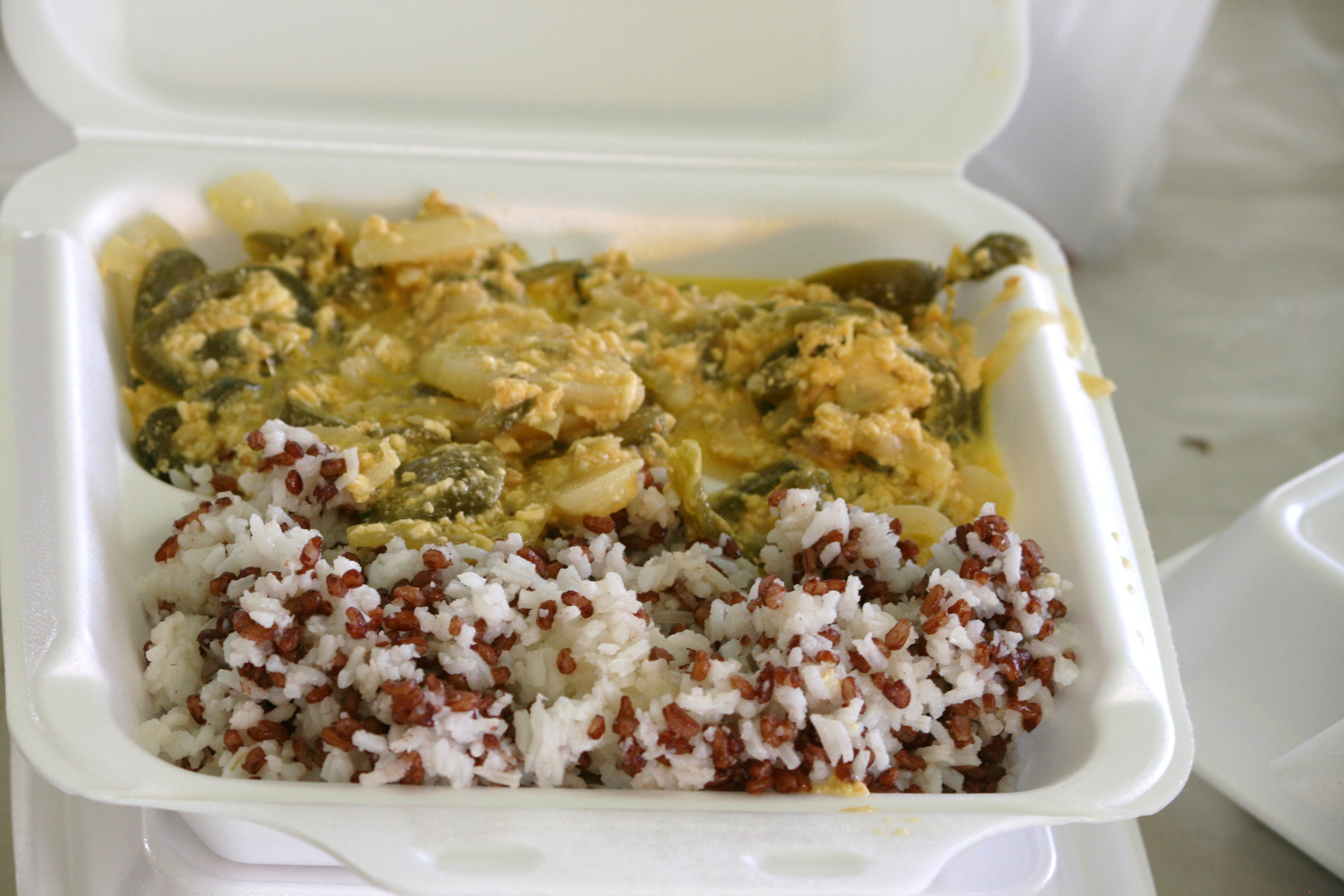
مخلوط برنج سفید و قرمز

آشپزی بوتانی (انگلیسی: Bhutanese cuisine) از برنج قرمز بوتانی (مشابه برنج قهوه‌ای در بافت، با طعم آجیلی که تنها گونه برنج است که در ارتفاعات می‌روید.)، گندم سیاه و به طور فزاینده‌ای ذرت استفاده می‌کند.